# Danny Kushmaro

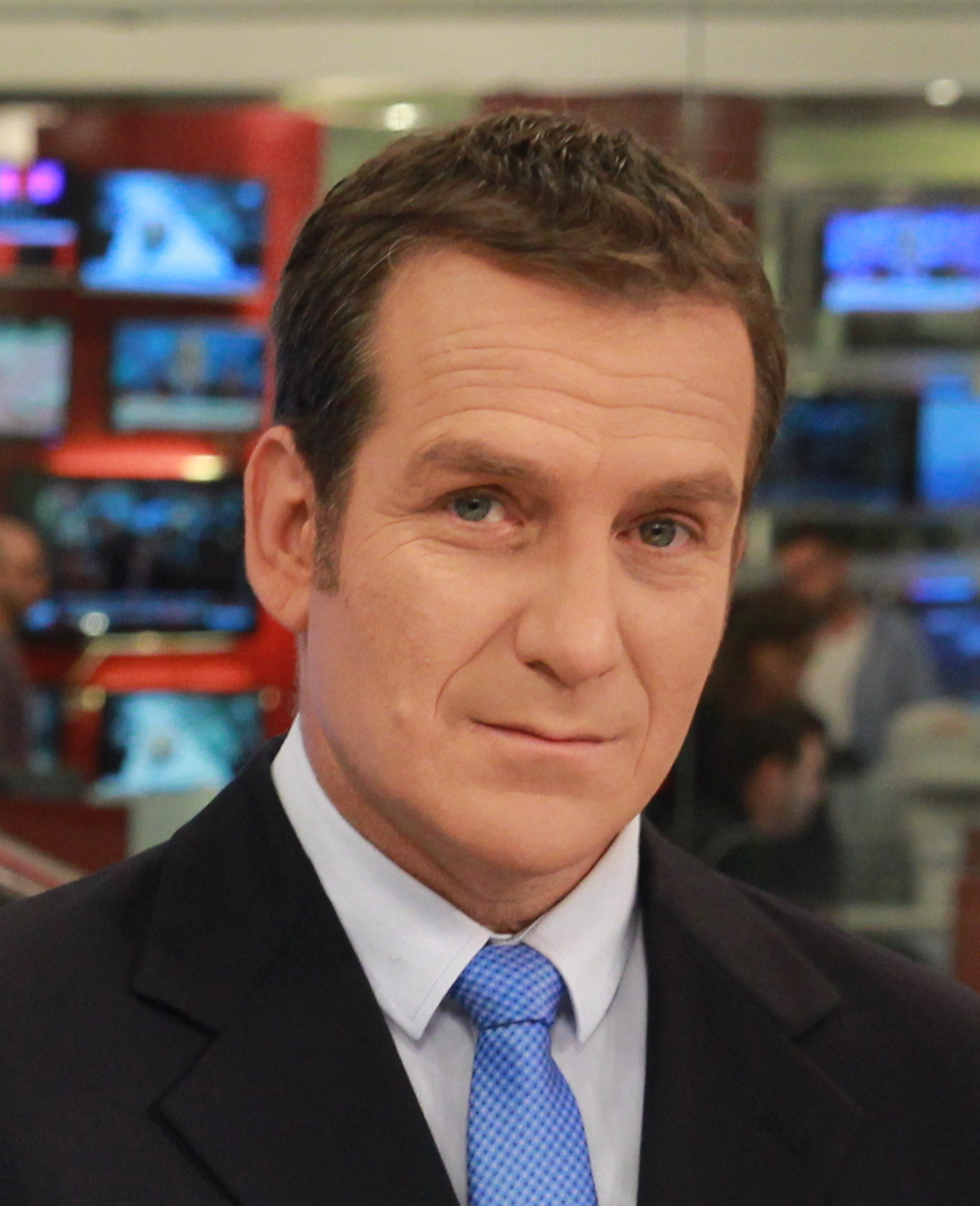
Danny Kushmaro

Danny Kushmaro (hebräisch דני קושמרו; geboren am 10. Mai 1968) ist ein israelischer Journalist, Nachrichtensprecher und Fernsehmoderator.

## Leben
Danny Kushmaro wurde in Be’er Scheva geboren und wuchs in der südlichen Region Israels, dem Negev, auf. Seine Eltern wanderten in den 1960er Jahren aus Rumänien nach Israel ein. Er diente in der israelischen Marine und war Major in der Reserve. Danach studierte er Ingenieurwesen und Betriebswirtschaft an der Ben-Gurion-Universität des Negev. Während dieser Zeit schrieb er für die Zeitung Hadashot.

## Karriere
Er begann seine Karriere 1996 bei einem lokalen Radiosender. 2001 wechselte er zur Israeli News Company. Von 2003 bis 2013 moderierte er das Samstagsmagazin von Channel 2. 2008 wurde er Abendnachrichtensprecher, nachdem Gadi Sukenik das Unternehmen verlassen hatte. Er und Yonit Levi moderieren abwechselnd die Hauptnachrichtensendung an Wochentagen. 2012 ersetzte er Yair Lapid als ständiger Moderator von Studio Friday, nachdem Lapid in die Politik ging. Er hat auch Morgenfernsehprogramme moderiert und mehrere Dokumentationen produziert.

## Kontroversen
2017 interviewte er den White Supremacist Richard Spencer. Danach veröffentlichte ein Zuschauer die Telefonnummer der Israeli News Company, damit andere den Sender für das Interview mit einem Rechtsextremisten kritisieren konnten.
Am 26. Oktober 2024 strahlte der israelische Fernsehsender N12 – Israels beliebtestem Nachrichtensender – einen 26-minütigen Bericht von Kushmaro aus, der damit endete, dass er persönlich an der Sprengung eines Hauses im libanesischen Dorf Ayta ash Shab beteiligt war, obwohl er kein Militärangehöriger ist.